# Marek Pięta
Marek Pięta (ur. 29 marca 1954 w Wałbrzychu, zm. 11 listopada 2016) – polski piłkarz i działacz piłkarski. W latach 1997–2016 prezes Polskiego Związku Piłkarzy.

## Kariera piłkarska
Marek Pięta karierę piłkarską rozpoczynał w Górniku Wałbrzych. W 1978 roku przeniósł się do Widzewa Łódź, w którego barwach, 31 lipca 1978 roku, w meczu ze Stalą Mielec, zadebiutował w Ekstraklasie (ówcześnie I lidze).
W sezonie 1978/79 sięgnął z Widzewem po wicemistrzostwo Polski, a w kolejnym sezonie powtórzył ten sukces. Natomiast w sezonach 1980/81 i 1981/82 zdobywał z nim Mistrzostwo Polski. Pięta był jedną z legend klubu i zawodników tzw. Wielkiego Widzewa - odnoszącego dobre wyniki na arenie międzynarodowej. W sezonie 1980/81 Widzew z nim w składzie wyeliminował z Pucharu UEFA w 1/32 finału drużynę Manchesteru United – dwukrotnie remisując, 1:1 na Old Trafford, i 0:0 w Łodzi. W 1/16 finału przeciwnikiem Widzewa był Juventus F.C. Pierwszy mecz rozgrywany w Łodzi, 22 października 1980, Widzew wygrał 3:1 a Marek Pięta w 69' minucie spotkania zdobył bramkę na 2:0. W rewanżu, w Turynie, po regulaminowym czasie gry Juventus prowadził 3:1, a honorową bramkę dla łodzian w 59' minucie zdobył Pięta, po raz drugi w karierze pokonując Dino Zoffa. Konieczna była dogrywka, w której obie drużyny nie zdołały przechylić szali zwycięstwa na swoją korzyść. Losy meczu rozstrzygnął dopiero konkurs rzutów karnych, w których lepsza okazała się drużyna Widzewa wygrywając jedenastki 4:1. Kolejnym przeciwnikiem klubu z miasta włókniarzy, tym razem w 1/8 finału, było angielskie Ipswich Town, które wyeliminowało łodzian, wygrywając u siebie 5:0 i przegrywając w Łodzi 1:0, 10 grudnia 1980 po trafieniu Pięty w 55' minucie meczu. W barwach łódzkiego zespołu rozegrał 84 ligowe mecze, w których strzelił 19 bramek.
W 1982 roku Marek Pięta przeniósł się do niemieckiego Hannoveru 96. W 2. Bundeslidze zadebiutował 21 sierpnia 1982 w meczu z Hessen Kassel, natomiast 4 września 1982 w meczu z Wattenscheid (3:0) zdobył swoją pierwszą bramkę w tej lidze. W Hannoverze występował przez dwa sezony, występując w 30 ligowych meczach tej drużyny i strzelając 5 bramek. W 1984 roku w barwach Hannoveru 96 zakończył karierę piłkarską.

## Po zakończeniu kariery
Po zakończeniu kariery Marek Pięta pozostał aktywny w środowisku piłkarskim. Współtworzył, a następnie był prezesem Stowarzyszenia Byłych Piłkarzy Widzewa Łódź im. Ludwika Sobolewskiego, był inicjatorem powstania Polskiego Związku Piłkarzy – zrzeszonej w FIFPro, jedynej organizacji chroniącej praw i interesów pracowniczych piłkarzy w Polsce, uznawanej przez PZPN. Od czasu powstania Polskiego Związku Piłkarzy, tj, 28 lutego 1997, był jego prezesem. Zasiadał także w Izbie ds. Rozwiązywania Sporów Sportowych przy Polskim Związku Piłki Nożnej. W 2015 roku był jednym z inicjatorów reaktywacji Widzewa Łódź, który ogłosił upadłość z powodu kłopotów finansowych. Dzięki m.in. jego staraniom Widzew już jako nowy podmiot, odrodził się i rozpoczął występy na 5. szczeblu rozgrywkowym.

## Życie prywatne
Marek Pięta od 1978 roku, z dwuletnią przerwą na grę w Hannoverze 96, mieszkał wraz ze swoją rodziną w Łodzi, na Widzewie. 
Zmarł 11 listopada 2016 w wieku 62 lat, na skutek choroby nowotworowej, do ostatnich chwil pozostając aktywnym zawodowo. 
16 listopada 2016 roku spoczął na cmentarzu rzymskokatolickim pw. Wszystkich Świętych w Łodzi.

## Sukcesy

### Widzew Łódź
- Mistrzostwo Polski: 1980/1981, 1981/1982